# Fortuna Düsseldorf
Fortuna Düsseldorf (celým názvem: Düsseldorfer Turn- und Sportverein Fortuna 1895 e. V.) je německý sportovní klub, který sídlí ve městě Düsseldorf v Severním Porýní-Vestfálsku. Založen byl 5. května 1895 pod názvem Turnverein Flingern 1895. Svůj současný název nese od roku 1919. Od sezóny 2020/21 působí v 2.Bundeslize, druhé německé nejvyšší fotbalové soutěži. Své domácí zápasy odehrává na stadionu Merkur Spiel-Arena s kapacitou 54 600 diváků.
V týmu působil od 26. ledna 2013 do konce sezony 2013/2014 český obránce Martin Latka. Odehrál zde 30 zápasů a vstřelil 2 góly. V minulosti zde hrávali například Petr Rada v letech 1988-1990 a poté znovu v letech 1993-1995 (celkem 82 zápasů/5 gólů), Pavel Chaloupka v letech 1989-1990 (37 zápasů/9 gólů) či Martin Čupr v letech 2000-2002 (41 zápasů/2 góly). Mimo mužský fotbalový oddíl má sportovní klub i jiné oddíly, mj. oddíl házené, lehké atletiky a triatlonu.

## Historie

### Od založení klubu ke 2. světové válce (1895 – 1947)
Přímý předchůdce tradičního celku Fortuna Düsseldorf – Turnverein Flingern 1895 – vznikl 5. května 1895. Během prvních let existence klub několikrát upravil svůj název. Roku 1919 se do názvu včlenilo slovo Fortuna podle bohyně římské mytologie. Celý klubový název poté zněl Düsseldorfer Turn- und Sportverein Fortuna 1895.
Během 20. let 20. století hrála Fortuna pravidelně nejvyšší západoněmeckou soutěž. V roce 1927 se tým probojoval prvně do vyřazovacích střetnutí, nicméně turnaj brzy opustil po osmifinálové prohře 1:4 s Hamburkem. Po dvou letech zaznamenal düsseldorfský tým opětovný postup do finální části soutěže, ovšem opět ztroskotal v osmifinále porážkou 1:5 s celkem SpVgg Greuther Fürth. Ani v roce 1931 nepřestála Fortuna svůj třetí osmifinálový boj, a to i přes celkové vítězství v základní části. Nad její síly byl tentokrát frankfurtský Eintracht – prohra 2:3 po prodloužení.
Historicky ojedinělý zisk titulu německého mistra si Fortuna připsala ve 30. letech, a to konkrétně roku 1933. Po základní části a před finálovým zápasem si dokázala poradit s celky Vorwärts-Rasensport Gleiwitz, Arminia Hannover a Eintracht Frankfurt. Soupeřem Fortuny rozhodujícího finálového utkání v Kolíně se stalo Schalke 04, které Fortuně podlehlo poměrem 0:3. V letech 1936 až 1940 se Fortuna pětkrát za sebou zmocnila titulu v Gaulize Niederrhein a tím si zajistila účast v závěrečných kolech, avšak na celkový triumf už znovu nedosáhla. Roku 1936 ve finále neuspěla proti Norimberku a utrpěla prohru 1:2 po prodloužení. A v roce 1938 získala "jen" třetí místo. Düsseldorfští sehráli roku 1937 navíc pohárové finále Tschammerpokalu, kde jim Schalke 04 splatilo roky starou finálovou porážku vítězstvím 2:1.
Významnou fotbalovou postavou tohoto klubového období byl německý reprezentant Paul Janes s 71 starty za národní mužstvo.

### Oberliga (1947 – 1963)
V poválečném období let 1947 až 1963 byla nejvyšší německou fotbalovou soutěží Oberliga. Düsseldorfský celek tuto éru prožil v západní Oberlize (Oberliga West) s výjimkou ročníků 1949/50 a 1960/61 strávených v druhé lize (II. Division West). V prvním případě klub z Düsseldorfu jen těsně uhájil prvoligovou příslušnost, nicméně mu byla svazem odebrána licence a tak se poroučel o soutěž níže. Dobytí druhé druholigové příčky v obou případech vyneslo Fortunu zpět do Oberligy. V té se tým pohyboval okolo tabulkového středu s nejúspěšnějším výsledkem v sezóně 1958/59, kdy Fortuna vybojovala třetí pozici. Navzdory tradiční účasti v nejvyšší Oberlize se Fortuna v roce 1963 nezmohla na úspěšnou kvalifikaci do nově ustanovené Bundesligy, která vystřídala Oberligu na špičce západoněmeckého fotbalového systému. Proto se zařadila mezi ostatní neúspěšné do druhé nejvyšší Regionalligy West.
Během tohoto období dosáhl tým na tři finálové účasti v domácím DFB poháru. Ani v jednom klání však nevzešel jako vítěz. Roku 1957 se Fortuně postavil na odpor Bayern Mnichov (0:1) a rok nato VfB Stuttgart (3:4pp). Další finálová porážka po prodloužení se dostavila roku 1962 proti 1. FC Norimberku (1:2pp). Mezi nejproslavenější poválečné fotbalisty v dresu Fortuny patřil brankář Anton "Toni" Turek, německý reprezentant a mistr světa z roku 1954. 

### Víceméně Regionalliga (1963 – 1971)
Fortuna se sice zařadila mezi druholigovou špičku, ale na konci sezón 1963/64 a 1964/65 zaznamenala pouhá nepostupová třetí místa. Třetí ročník v Regionallize ovšem Fortuna zabrala a skončila první. Během fotbalového roku 1965/66 také nasčítala jen dvě prohry. Následný boj o nejvyšší soutěž se odehrál ve čtyřčlenné skupině o postup, kde se Fortuna postupně střetávala s týmy Herthy BSC, FK Pirmasens a Kickers Offenbach. Po pěti utkáních se Düsseldorfští dělili o příčku s FK Pirmasens a poslední dva skupinové zápasy se měly stát rozhodujícími. Pirmasenský celek zvítězil nad Herthou 2:1, což na progres nestačilo, neboť Fortuna porazila Offenbach výsledkem 5:1 a kvůli lepší gólové poměrové bilanci si to zamířila do 1. Bundesligy.
Bundesligový debut odstartovalo klání na hřišti Borussie Dortmund. Po bezbrankové první půli se Fortuna ujala vedení díky Jürgenu Schultovi. O několik minut později Dortmund vyrovnal, ale koncem utkání strhl Peter Meyer vítězství 2:1 na stranu düsseldorfského hosta. Navzdory slibnému začátku tým skončil sezónu na 17. pozici a propadl se zpět do Regionalligy.
Když v roce 1971 Fortuna dosáhla druhého místa s rovným bodovým počtem s vítězným VfL Bochum, znovu pokračovala do finálních skupinových klání o přítomnost mezi německou fotbalovou "smetánkou". V honu za úspěchy překáželi Fortuně čtyři soupeři – Borussia Neunkirchen, Wacker 04 Berlin, FC St. Pauli a 1. FC Norimberk. Protože i po pěti zápasech Fortuna stále zůstávala neporažena, nebylo překvapením celkové prvenství a otevřená brána k nejvyšší soutěži.

### Návraty do nejvyšší soutěže (1988 – 2012)
Osobností spjatou a zodpovědnou za pokroky Fortuny od konce 80. let byl bosenský kouč Alexandar Ristić. Ristić dovedl tým z Düsseldorfu do nejvyšší soutěže dvakrát – poprvé se tak událo roku 1989 a podruhé v roce 1995, kdy klub mimo jiné slavil jubileum od svého vzniku.
Dva roky nato se Fortuna ocitla zpět ve druhé Bundeslize a o další dva roky později v Oberlize. Oberliga se v tuto dobu kvůli změnám německého fotbalového systému stala Regionalligou. V roce 2001 odvrátilo hrozbu jistého sestupu do čtvrté ligy jen odebrání licence dvěma celkům FC Sachsen Leipzig a SV Wilhelmshaven.
Avšak sezónu 2001/02 nakonec přece jen Fortuna zakončila sestupem do Oberligy. Düsseldorfské mužstvo se do Regionalligy Nord navrátilo v roce 2004 a prožilo tu pět fotbalových let. Koncem třetiligového působení Fortuny soutěž znovu změnila název z Regionalligy na 3. Ligu. V sezóně 2007/08 se postup jen těsně nevydařil, ale následující rok již vyšlo postupové druhé místo v tabulce. Düsseldorfský tým vedený trenérem Norbertem Meierem se rychle ustálil mezi ostatními druholigovými celky a získal zprvu čtvrté a posléze sedmé tabulkové místo. Třetí ročník ve 2. Bundeslize 2011/12 uzmula Fortuna první příčku a po polovině ročníku se stala podzimním mistrem. Během jara ji ale nedokázala uhájit a skončila na příčce třetí. Barážové dvojutkání vyústilo ve střet s berlínskou Herthou. První zápas Fortuna zvítězila 2:1 v Berlíně a domácí odvetu skončila remízou 2:2. Po 15 letech si tak znovu namířila cestu do nejvyšší Bundesligy.

## Historické názvy
Zdroj: 
- 1895 – TV Flingern 1895 (Turnverein Flingern 1895)
- 1819 – fúze s Düsseldorfer FK Fortuna 1911 ⇒ Düsseldorfer TuSV Fortuna 1895 (Düsseldorfer Turn- und Sportverein Fortuna 1895)

## Získané trofeje
- Fußballmeisterschaft / Bundesliga ( 1× )[5]
  - 1932/33
- DFB-Pokal ( 2× )
  - 1978/79, 1979/80
- Westdeutsche Fußballmeisterschaft ( 1× )
  - 1930/31
- Gauliga Niederrhein ( 5× )
  - 1935/36, 1936/37, 1937/38, 1938/39, 1939/40

## Umístění v jednotlivých sezonách
Stručný přehled
Zdroj: 
- 1933–1942: Gauliga Niederrhein
- 1943–1944: Gauliga Niederrhein
- 1947–1949: Fußball-Oberliga West
- 1949–1950: II. Division West – sk. 1
- 1950–1960: Fußball-Oberliga West
- 1960–1961: II. Division West
- 1961–1963: Fußball-Oberliga West
- 1963–1966: Fußball-Regionalliga West
- 1966–1967: Fußball-Bundesliga
- 1967–1971: Fußball-Regionalliga West
- 1971–1987: Fußball-Bundesliga
- 1987–1989: 2. Fußball-Bundesliga
- 1989–1992: Fußball-Bundesliga
- 1992–1993: 2. Fußball-Bundesliga
- 1993–1994: Fußball-Oberliga Nordrhein
- 1994–1995: 2. Fußball-Bundesliga
- 1995–1997: Fußball-Bundesliga
- 1997–1999: 2. Fußball-Bundesliga
- 1999–2000: Fußball-Regionalliga West/Südwest
- 2000–2002: Fußball-Regionalliga Nord
- 2002–2004: Fußball-Oberliga Nordrhein
- 2004–2008: Fußball-Regionalliga Nord
- 2008–2009: 3. Fußball-Liga
- 2009–2012: 2. Fußball-Bundesliga
- 2012–2013: Fußball-Bundesliga
- 2013–2018: 2. Fußball-Bundesliga
- 2018–2020: Fußball-Bundesliga
- 2020–: 2. Fußball-Bundesliga

Jednotlivé ročníky
Zdroj: 
Legenda: Z - zápasy, V - výhry, R - remízy, P - porážky, VG - vstřelené góly, OG - obdržené góly, +/- - rozdíl skóre, B - body, zlaté podbarvení - 1. místo, stříbrné podbarvení - 2. místo, bronzové podbarvení - 3. místo, červené podbarvení - sestup, zelené podbarvení - postup, fialové podbarvení - reorganizace, změna skupiny či soutěže
| Velkoněmecká říše (1933 – 1944)     |                                   |        |    |     |     |     |    |    |     |    |        |
| Sezóny                              | Liga                              | Úroveň | Z  | V   | R   | P   | VG | OG | +/- | B  | Pozice |
| 1933/34                             | Gauliga Niederrhein               | 1      | 22 | 13  | 3   | 6   | 66 | 37 | +29 | 29 | 2.     |
| 1934/35                             | Gauliga Niederrhein               | 1      | 20 | 10  | 8   | 2   | 35 | 18 | +17 | 28 | 2.     |
| 1935/36                             | Gauliga Niederrhein               | 1      | 18 | 12  | 3   | 3   | 40 | 17 | +23 | 27 | 1.     |
| 1936/37                             | Gauliga Niederrhein               | 1      | 18 | 12  | 2   | 4   | 40 | 21 | +19 | 26 | 1.     |
| 1937/38                             | Gauliga Niederrhein               | 1      | 18 | 13  | 3   | 2   | 42 | 12 | +30 | 29 | 1.     |
| 1938/39                             | Gauliga Niederrhein               | 1      | 18 | 13  | 3   | 2   | 44 | 18 | +26 | 29 | 1.     |
| 1939/40                             | Gauliga Niederrhein               | 1      | 18 | 14  | 3   | 1   | 55 | 13 | +42 | 31 | 1.     |
| 1940/41                             | Gauliga Niederrhein               | 1      | 18 | 8   | 1   | 9   | 40 | 42 | -2  | 17 | 5.     |
| 1941/42                             | Gauliga Niederrhein               | 1      | 18 | 7   | 2   | 9   | 39 | 38 | +1  | 16 | 9.     |
| ...                                 |                                   |        |    |     |     |     |    |    |     |    |        |
| 1943/44                             | Gauliga Niederrhein               | 1      | 18 | 6   | 3   | 9   | 38 | 33 | +5  | 15 | 7.     |
| Britská okupační zóna (1947 – 1949) |                                   |        |    |     |     |     |    |    |     |    |        |
| Sezóny                              | Liga                              | Úroveň | Z  | V   | R   | P   | VG | OG | +/- | B  | Pozice |
| 1947/48                             | Fußball-Oberliga West             | 1      | 24 | 9   | 6   | 9   | 41 | 41 | 0   | 24 | 7.     |
| 1948/49                             | Fußball-Oberliga West             | 1      | 24 | 8   | 4   | 12  | 31 | 45 | -14 | 20 | 11.    |
| Německo (1949 – )                   |                                   |        |    |     |     |     |    |    |     |    |        |
| Sezóny                              | Liga                              | Úroveň | Z  | V   | R   | P   | VG | OG | +/− | B  | Pozice |
| 1949/50                             | II. Division West – sk. 1         | 2      | 30 | ... | ... | ... | 73 | 37 | +36 | 44 | 2.     |
| 1950/51                             | Fußball-Oberliga West             | 1      | 30 | 13  | 5   | 12  | 49 | 35 | +14 | 31 | 5.     |
| 1951/52                             | Fußball-Oberliga West             | 1      | 30 | 8   | 10  | 12  | 43 | 48 | -5  | 26 | 12.    |
| 1952/53                             | Fußball-Oberliga West             | 1      | 30 | 14  | 2   | 14  | 68 | 60 | +8  | 30 | 9.     |
| 1953/54                             | Fußball-Oberliga West             | 1      | 30 | 12  | 3   | 15  | 53 | 49 | +4  | 27 | 10.    |
| 1954/55                             | Fußball-Oberliga West             | 1      | 30 | 13  | 4   | 13  | 66 | 65 | +1  | 30 | 6.     |
| 1955/56                             | Fußball-Oberliga West             | 1      | 30 | 14  | 8   | 8   | 55 | 48 | +7  | 36 | 6.     |
| 1956/57                             | Fußball-Oberliga West             | 1      | 30 | 15  | 3   | 12  | 65 | 53 | +12 | 33 | 6.     |
| 1957/58                             | Fußball-Oberliga West             | 1      | 30 | 11  | 7   | 12  | 57 | 58 | -1  | 29 | 9.     |
| 1958/59                             | Fußball-Oberliga West             | 1      | 30 | 17  | 5   | 8   | 89 | 56 | +33 | 39 | 3.     |
| 1959/60                             | Fußball-Oberliga West             | 1      | 30 | 9   | 8   | 13  | 46 | 53 | -7  | 26 | 15.    |
| 1960/61                             | II. Division West                 | 2      | 30 | ... | ... | ... | 85 | 42 | +43 | 44 | 2.     |
| 1961/62                             | Fußball-Oberliga West             | 1      | 30 | 13  | 6   | 11  | 57 | 50 | +7  | 32 | 9.     |
| 1962/63                             | Fußball-Oberliga West             | 1      | 30 | 8   | 6   | 16  | 43 | 64 | -21 | 22 | 13.    |
| 1963/64                             | Fußball-Regionalliga West         | 2      | 38 | 21  | 8   | 9   | 85 | 50 | +35 | 50 | 3.     |
| 1964/65                             | Fußball-Regionalliga West         | 2      | 34 | 18  | 7   | 9   | 71 | 38 | +33 | 43 | 3.     |
| 1965/66                             | Fußball-Regionalliga West         | 2      | 34 | 26  | 6   | 2   | 79 | 22 | +57 | 58 | 1.     |
| 1966/67                             | Fußball-Bundesliga                | 1      | 34 | 9   | 7   | 18  | 44 | 66 | -22 | 25 | 17.    |
| 1967/68                             | Fußball-Regionalliga West         | 2      | 34 | 11  | 13  | 10  | 65 | 49 | +16 | 35 | 6.     |
| 1968/69                             | Fußball-Regionalliga West         | 2      | 34 | 18  | 9   | 7   | 64 | 35 | +29 | 45 | 4.     |
| 1969/70                             | Fußball-Regionalliga West         | 2      | 34 | 18  | 8   | 8   | 65 | 33 | +32 | 44 | 4.     |
| 1970/71                             | Fußball-Regionalliga West         | 2      | 34 | 25  | 6   | 3   | 70 | 26 | +44 | 56 | 2.     |
| 1971/72                             | Fußball-Bundesliga                | 1      | 34 | 10  | 10  | 14  | 40 | 53 | -13 | 30 | 13.    |
| 1972/73                             | Fußball-Bundesliga                | 1      | 34 | 15  | 12  | 7   | 62 | 45 | +17 | 42 | 3.     |
| 1973/74                             | Fußball-Bundesliga                | 1      | 34 | 16  | 9   | 9   | 61 | 47 | +14 | 41 | 3.     |
| 1974/75                             | Fußball-Bundesliga                | 1      | 34 | 16  | 9   | 9   | 66 | 55 | +11 | 41 | 6.     |
| 1975/76                             | Fußball-Bundesliga                | 1      | 34 | 10  | 10  | 14  | 47 | 57 | -10 | 30 | 12.    |
| 1976/77                             | Fußball-Bundesliga                | 1      | 34 | 11  | 9   | 14  | 52 | 54 | -2  | 31 | 12.    |
| 1977/78                             | Fußball-Bundesliga                | 1      | 34 | 15  | 9   | 10  | 49 | 36 | +13 | 39 | 5.     |
| 1978/79                             | Fußball-Bundesliga                | 1      | 34 | 13  | 11  | 10  | 70 | 59 | +11 | 37 | 7.     |
| 1979/80                             | Fußball-Bundesliga                | 1      | 34 | 13  | 6   | 15  | 62 | 72 | -10 | 32 | 11.    |
| 1980/81                             | Fußball-Bundesliga                | 1      | 34 | 10  | 8   | 16  | 57 | 64 | -7  | 28 | 13.    |
| 1981/82                             | Fußball-Bundesliga                | 1      | 34 | 6   | 13  | 15  | 48 | 73 | -25 | 25 | 15.    |
| 1982/83                             | Fußball-Bundesliga                | 1      | 34 | 11  | 8   | 15  | 63 | 75 | -12 | 30 | 9.     |
| 1983/84                             | Fußball-Bundesliga                | 1      | 34 | 11  | 7   | 16  | 63 | 75 | -12 | 29 | 14.    |
| 1984/85                             | Fußball-Bundesliga                | 1      | 34 | 10  | 9   | 15  | 53 | 66 | -13 | 29 | 15.    |
| 1985/86                             | Fußball-Bundesliga                | 1      | 34 | 11  | 7   | 16  | 54 | 78 | -24 | 29 | 14.    |
| 1986/87                             | Fußball-Bundesliga                | 1      | 34 | 7   | 6   | 21  | 42 | 91 | -49 | 20 | 17.    |
| 1987/88                             | 2. Fußball-Bundesliga             | 2      | 38 | 20  | 6   | 12  | 63 | 38 | +25 | 46 | 5.     |
| 1988/89                             | 2. Fußball-Bundesliga             | 2      | 38 | 19  | 11  | 8   | 85 | 52 | +33 | 49 | 1.     |
| 1989/90                             | Fußball-Bundesliga                | 1      | 34 | 10  | 12  | 12  | 41 | 41 | 0   | 32 | 9.     |
| 1990/91                             | Fußball-Bundesliga                | 1      | 34 | 11  | 10  | 13  | 40 | 49 | -9  | 32 | 12.    |
| 1991/92                             | Fußball-Bundesliga                | 1      | 38 | 6   | 12  | 20  | 41 | 69 | -28 | 24 | 20.    |
| 1992/93                             | 2. Fußball-Bundesliga             | 2      | 46 | 11  | 12  | 23  | 45 | 65 | -20 | 34 | 21.    |
| 1993/94                             | Fußball-Oberliga Nordrhein        | 3      | 30 | ... | ... | ... | 65 | 23 | +42 | 52 | 1.     |
| 1994/95                             | 2. Fußball-Bundesliga             | 2      | 34 | 15  | 13  | 6   | 51 | 35 | +16 | 43 | 3.     |
| 1995/96                             | Fußball-Bundesliga                | 1      | 34 | 8   | 16  | 10  | 40 | 47 | -7  | 40 | 13.    |
| 1996/97                             | Fußball-Bundesliga                | 1      | 34 | 9   | 6   | 19  | 26 | 57 | -31 | 33 | 16.    |
| 1997/98                             | 2. Fußball-Bundesliga             | 2      | 34 | 13  | 7   | 14  | 52 | 54 | -2  | 46 | 7.     |
| 1998/99                             | 2. Fußball-Bundesliga             | 2      | 34 | 5   | 13  | 16  | 35 | 59 | -24 | 28 | 18.    |
| 1999/00                             | Fußball-Regionalliga West/Südwest | 3      | 36 | 13  | 14  | 9   | 53 | 35 | +18 | 53 | 6.     |
| 2000/01                             | Fußball-Regionalliga Nord         | 3      | 36 | 13  | 3   | 20  | 46 | 52 | -6  | 42 | 16.    |
| 2001/02                             | Fußball-Regionalliga Nord         | 3      | 34 | 8   | 8   | 18  | 36 | 57 | -21 | 32 | 17.    |
| 2002/03                             | Fußball-Oberliga Nordrhein        | 4      | 32 | 12  | 10  | 10  | 47 | 49 | -2  | 46 | 8.     |
| 2003/04                             | Fußball-Oberliga Nordrhein        | 4      | 34 | 21  | 8   | 5   | 60 | 30 | +30 | 71 | 2.     |
| 2004/05                             | Fußball-Regionalliga Nord         | 3      | 36 | 12  | 13  | 11  | 46 | 42 | +4  | 49 | 8.     |
| 2005/06                             | Fußball-Regionalliga Nord         | 3      | 36 | 18  | 9   | 9   | 62 | 47 | +15 | 63 | 5.     |
| 2006/07                             | Fußball-Regionalliga Nord         | 3      | 36 | 13  | 12  | 11  | 50 | 47 | +3  | 51 | 10.    |
| 2007/08                             | Fußball-Regionalliga Nord         | 3      | 36 | 19  | 7   | 10  | 49 | 29 | +20 | 64 | 3.     |
| 2008/09                             | 3. Fußball-Liga                   | 3      | 38 | 20  | 9   | 9   | 54 | 33 | +21 | 69 | 2.     |
| 2009/10                             | 2. Fußball-Bundesliga             | 2      | 34 | 17  | 8   | 9   | 48 | 31 | +17 | 59 | 4.     |
| 2010/11                             | 2. Fußball-Bundesliga             | 2      | 34 | 16  | 5   | 13  | 49 | 39 | +10 | 53 | 7.     |
| 2011/12                             | 2. Fußball-Bundesliga             | 2      | 34 | 16  | 14  | 4   | 64 | 35 | +29 | 62 | 3.     |
| 2012/13                             | Fußball-Bundesliga                | 1      | 34 | 7   | 9   | 18  | 39 | 57 | -18 | 30 | 17.    |
| 2013/14                             | 2. Fußball-Bundesliga             | 2      | 34 | 13  | 11  | 10  | 45 | 44 | +1  | 50 | 6.     |
| 2014/15                             | 2. Fußball-Bundesliga             | 2      | 34 | 11  | 11  | 12  | 48 | 52 | -4  | 44 | 10.    |
| 2015/16                             | 2. Fußball-Bundesliga             | 2      | 34 | 9   | 8   | 17  | 32 | 47 | -15 | 35 | 14.    |
| 2016/17                             | 2. Fußball-Bundesliga             | 2      | 34 | 10  | 12  | 12  | 37 | 39 | -2  | 42 | 11.    |
| 2017/18                             | 2. Fußball-Bundesliga             | 2      | 34 | 19  | 6   | 9   | 57 | 44 | +13 | 63 | 1.     |
| 2018/19                             | Fußball-Bundesliga                | 1      | 34 | 13  | 5   | 16  | 49 | 65 | -16 | 44 | 10.    |
| 2019/20                             | Fußball-Bundesliga                | 1      | 34 | 6   | 12  | 16  | 36 | 67 | -31 | 30 | 17.    |
| 2020/21                             | 2. Fußball-Bundesliga             | 2      | 34 | 16  | 8   | 10  | 55 | 46 | +9  | 56 | 5.     |
| 2021/22                             | 2. Fußball-Bundesliga             | 2      | 34 | 11  | 11  | 12  | 45 | 42 | +3  | 44 | 10.    |
| 2022/23                             | 2. Fußball-Bundesliga             | 2      | 34 | 17  | 7   | 10  | 60 | 43 | +17 | 58 | 4.     |
| 2024/25                             | 2. Fußball-Bundesliga             | 2      | 34 | 14  | 11  | 9   | 57 | 52 | +5  | 53 | 6.     |

## Účast v evropských pohárech
| Ročník  | Soutěž              | Kolo        | Klub                       | Doma   | Venku  | Celkem  |
| ------- | ------------------- | ----------- | -------------------------- | ------ | ------ | ------- |
| 1973/74 | Pohár UEFA          | 1. kolo     | Næstved BK                 | 1:0    | 2:2    | 3:2     |
| 1973/74 | Pohár UEFA          | 2. kolo     | FC Admira/Wacker Wien      | 3:0    | 1:2    | 4:2     |
| 1973/74 | Pohár UEFA          | 3. kolo     | 1. FC Lokomotive Leipzig   | 2:1    | 0:3    | 2:4     |
| 1974/75 | Pohár UEFA          | 1. kolo     | Torino FC                  | 3:1    | 1:1    | 4:2     |
| 1974/75 | Pohár UEFA          | 2. kolo     | Rába ETO Győr              | 3:0    | 0:2    | 3:2     |
| 1974/75 | Pohár UEFA          | 3. kolo     | FC Amsterdam               | 1:2    | 0:3    | 1:5     |
| 1978/79 | Pohár vítězů pohárů | 1. kolo     | FC Universitatea Craiova   | 1:1    | 4:3    | 5:4     |
| 1978/79 | Pohár vítězů pohárů | 2. kolo     | Aberdeen FC                | 3:0    | 0:2    | 3:2     |
| 1978/79 | Pohár vítězů pohárů | Čtvrtfinále | Servette FC                | 0:0    | 1:1    | 1:1 (v) |
| 1978/79 | Pohár vítězů pohárů | Semifinále  | Baník Ostrava              | 3:1    | 1:2    | 4:3     |
| 1978/79 | Pohár vítězů pohárů | Finále      | FC Barcelona               | 3:4 p. | 3:4 p. | 3:4 p.  |
| 1979/80 | Pohár vítězů pohárů | 1. kolo     | Rangers FC                 | 0:0    | 1:2    | 1:2     |
| 1980/81 | Pohár vítězů pohárů | 1. kolo     | SV Austria Salzburg        | 5:0    | 3:0    | 8:0     |
| 1980/81 | Pohár vítězů pohárů | 2. kolo     | K. Waterschei SV Thor Genk | 1:0    | 0:0    | 1:0     |
| 1980/81 | Pohár vítězů pohárů | Čtvrtfinále | SL Benfica                 | 2:2    | 0:1    | 2:3     |

## Fortuna Düsseldorf II
Fortuna Düsseldorf II, dříve znám také pod názvem Fortuna Düsseldorf Amateure, je rezervním týmem düsseldorfské Fortuny. Největšího úspěchu dosáhl v sezóně 1992/93, kdy se v Oberlize (tehdejší 3. nejvyšší soutěž) umístil na 15. místě.

### Umístění v jednotlivých sezonách
Stručný přehled
Zdroj: 
- 1971–1992: Verbandsliga Niederrhein
- 1992–1993: Fußball-Oberliga Nordrhein
- 1993–1995: Verbandsliga Niederrhein
- 1995–2002: Fußball-Oberliga Nordrhein
- 2006–2007: Verbandsliga Niederrhein
- 2007–2008: Fußball-Oberliga Nordrhein
- 2008–2009: NRW-Liga
- 2009– : Fußball-Regionalliga West

Jednotlivé ročníky
Zdroj: 
Legenda: Z - zápasy, V - výhry, R - remízy, P - porážky, VG - vstřelené góly, OG - obdržené góly, +/- - rozdíl skóre, B - body, červené podbarvení - sestup, zelené podbarvení - postup, fialové podbarvení - reorganizace, změna skupiny či soutěže
| Německo (1971 – ) |                            |        |     |     |     |     |     |     |     |     |        |
| Sezóny            | Liga                       | Úroveň | Z   | V   | R   | P   | VG  | OG  | B   | +/- | Pozice |
| 1971/72           | Verbandsliga Niederrhein   | 3      | 30  | ... | ... | ... | 47  | 47  | 0   | 27  | 11.    |
| 1972/73           | Verbandsliga Niederrhein   | 3      | 30  | ... | ... | ... | 55  | 44  | +11 | 31  | 7.     |
| 1973/74           | Verbandsliga Niederrhein   | 3      | 28  | ... | ... | ... | 43  | 45  | -2  | 24  | 11.    |
| 1974/75           | Verbandsliga Niederrhein   | 3      | 30  | ... | ... | ... | 52  | 49  | +3  | 29  | 8.     |
| 1975/76           | Verbandsliga Niederrhein   | 3      | 30  | ... | ... | ... | 49  | 33  | +16 | 33  | 6.     |
| 1976/77           | Verbandsliga Niederrhein   | 3      | 32  | ... | ... | ... | 78  | 36  | +42 | 48  | 1.     |
| 1977/78           | Verbandsliga Niederrhein   | 3      | 30  | ... | ... | ... | 55  | 49  | +6  | 30  | 8.     |
| 1978/79           | Verbandsliga Niederrhein   | 4      | 30  | ... | ... | ... | 79  | 50  | +29 | 36  | 4.     |
| 1979/80           | Verbandsliga Niederrhein   | 4      | 28  | ... | ... | ... | 68  | 57  | +11 | 33  | 4.     |
| 1980/81           | Verbandsliga Niederrhein   | 4      | 30  | ... | ... | ... | 47  | 47  | 0   | 33  | 7.     |
| 1981/82           | Verbandsliga Niederrhein   | 4      | 30  | ... | ... | ... | 52  | 50  | +2  | 29  | 9.     |
| 1982/83           | Verbandsliga Niederrhein   | 4      | 30  | ... | ... | ... | 52  | 44  | +8  | 32  | 7.     |
| 1983/84           | Verbandsliga Niederrhein   | 4      | 30  | ... | ... | ... | 66  | 47  | +19 | 35  | 5.     |
| 1984/85           | Verbandsliga Niederrhein   | 4      | 32  | ... | ... | ... | 74  | 49  | +25 | 36  | 6.     |
| 1985/86           | Verbandsliga Niederrhein   | 4      | 34  | ... | ... | ... | 59  | 73  | -14 | 31  | 10.    |
| 1986/87           | Verbandsliga Niederrhein   | 4      | 30  | ... | ... | ... | 54  | 40  | +14 | 32  | 8.     |
| 1987/88           | Verbandsliga Niederrhein   | 4      | 28  | ... | ... | ... | 32  | 48  | -16 | 24  | 11.    |
| 1988/89           | Verbandsliga Niederrhein   | 4      | 30  | ... | ... | ... | 66  | 28  | +38 | 44  | 2.     |
| 1989/90           | Verbandsliga Niederrhein   | 4      | 34  | ... | ... | ... | 80  | 43  | +37 | 48  | 2.     |
| 1990/91           | Verbandsliga Niederrhein   | 4      | 32  | ... | ... | ... | 52  | 41  | +11 | 34  | 7.     |
| 1991/92           | Verbandsliga Niederrhein   | 4      | 30  | ... | ... | ... | 68  | 30  | +38 | 44  | 2.     |
| 1992/93           | Fußball-Oberliga Nordrhein | 3      | 30  | 9   | 5   | 16  | 37  | 53  | -16 | 23  | 15.    |
| 1993/94           | Verbandsliga Niederrhein   | 4      | 32  | ... | ... | ... | 35  | 33  | +2  | 28  | 13.    |
| 1994/95           | Verbandsliga Niederrhein   | 5      | 30  | ... | ... | ... | 88  | 23  | +65 | 53  | 1.     |
| 1995/96           | Fußball-Oberliga Nordrhein | 4      | 30  | 11  | 9   | 10  | 45  | 39  | +6  | 42  | 8.     |
| 1996/97           | Fußball-Oberliga Nordrhein | 4      | 28  | 16  | 6   | 6   | 49  | 23  | +26 | 54  | 2.     |
| 1997/98           | Fußball-Oberliga Nordrhein | 4      | 30  | 18  | 5   | 7   | 64  | 41  | +23 | 59  | 3.     |
| 1998/99           | Fußball-Oberliga Nordrhein | 4      | 30  | 9   | 7   | 14  | 41  | 59  | -18 | 34  | 11.    |
| 1999/00           | Fußball-Oberliga Nordrhein | 4      | 30  | 9   | 9   | 12  | 41  | 40  | +1  | 36  | 11.    |
| 2000/01           | Fußball-Oberliga Nordrhein | 4      | 34  | 11  | 10  | 13  | 49  | 51  | -2  | 43  | 11.    |
| 2001/02           | Fußball-Oberliga Nordrhein | 4      | 34  | 6   | 6   | 22  | 32  | 74  | -42 | 24  | 17.    |
| ...               |                            |        |     |     |     |     |     |     |     |     |        |
| 2006/07           | Verbandsliga Niederrhein   | 5      | ... | ... | ... | ... | ... | ... | ... | ... | 1.     |
| 2007/08           | Fußball-Oberliga Nordrhein | 4      | 34  | 13  | 7   | 14  | 49  | 53  | -4  | 46  | 11.    |
| 2008/09           | NRW-Liga                   | 5      | 36  | 23  | 9   | 4   | 78  | 33  | +45 | 78  | 2.     |
| 2009/10           | Fußball-Regionalliga West  | 4      | 34  | 11  | 8   | 15  | 35  | 50  | -15 | 41  | 11.    |
| 2010/11           | Fußball-Regionalliga West  | 4      | 34  | 8   | 7   | 19  | 41  | 55  | -14 | 31  | 16.    |
| 2011/12           | Fußball-Regionalliga West  | 4      | 36  | 5   | 14  | 17  | 39  | 54  | -15 | 29  | 19.    |
| 2012/13           | Fußball-Regionalliga West  | 4      | 38  | 12  | 11  | 15  | 43  | 48  | -5  | 47  | 12.    |
| 2013/14           | Fußball-Regionalliga West  | 4      | 36  | 13  | 11  | 12  | 53  | 48  | +5  | 50  | 10.    |
| 2014/15           | Fußball-Regionalliga West  | 4      | 34  | 14  | 7   | 13  | 39  | 52  | -13 | 49  | 9.     |
| 2015/16           | Fußball-Regionalliga West  | 4      | 36  | 17  | 8   | 11  | 63  | 51  | +12 | 59  | 6.     |
| 2016/17           | Fußball-Regionalliga West  | 4      | 34  | 10  | 11  | 13  | 44  | 51  | -7  | 41  | 12.    |
| 2017/18           | Fußball-Regionalliga West  | 4      | 34  | 10  | 6   | 18  | 42  | 59  | -17 | 36  | 15.    |
| 2018/19           | Fußball-Regionalliga West  | 4      | 34  |     |     |     |     |     |     |     |        |